# David Jarolím
David Jarolím (Čáslav, 17 de maio de 1979) é um ex-futebolista checo.

## Carreira
Pela seleção nacional, participou da Copa do Mundo FIFA de 2006 e da Eurocopa 2008.